# Cmentarz muzułmański w Studziance
Cmentarz muzułmański w Studziance – mizar w Studziance założony w końcu XVII wieku i wykorzystywany do II wojny światowej.
Do naszych czasów zachowało się około 160 kamniennych nagrobków i napisami w języku arabskim, polskim i rosyjskim. Wszystkie groby są zwrócone w stronę Mekki. Wśród pochowanych są m.in. generał Józef Bielak i pułkownik Jakub Azulewicz.